# Roberto Andrade
Roberto Dias de Andrade  (Viçosa, 27 de março de 1958) é um político brasileiro. Atualmente é deputado estadual reeleito pelo Partido Socialista Brasileiro (PSB).
Nas eleições de 2018, foi candidato a reeleição pelo PSB e foi reeleito com 41.903 votos. 